# Heteronotinae
Heteronotinae  (лат.) — подсемейство равнокрылых насекомых из семейства горбаток (Membracidae). Неотропика: встречаются от Аргентины (вид Smiliorachis proxima Berg) до Мексики (Dysyncritus intectus Fowler).

## Описание
Длина 3—8 мм. Окраска разнообразная, жёлтая, коричневая, чёрная. Пронотум выступает назад и нависает над скутеллюмом. Часть представителей обладают крупными выростами и шипами необычной формы на груди, мимикрируют осам и муравьям (Heteronotus fabulosus, Heteronotus strigosus, Heteronotus trinodosus). Голени узкие. Передние крылья с жилками 1 r-m and 1 m-cu. Голени задней пары ног с 3 продольными рядами капюшоновидных щетинок (cucullate setae). Питаются на растениях из семейств Anonaceae, Bombacaceae, Caesalpiniaceae, Fabaceae, Meliaceae (Heteronotus), Fabaceae и Lauraceae (Nassunia), Sapindaceae (Rhexia) и Mimosaceae (Smiliorachis). Филогенетический анализ показал, что Heteronotinae образуют сестринскую кладу с подсемействами Membracinae + (Darninae + Smiliinae)
.

## Систематика
9 родов
- Heteronotini Goding, 1926
  - Anchistrotus Buckton, 1902
  - Darnoides Fairmaire, 1846
  - Dysyncritus Fowler, 1895
  - Heteronotus  Laporte, 1832
  - Iria  Stål, 1867
  - Nassunia  Stål, 1862
  - Omolon  Walker, 1862
  - Rhexia  Stål, 1867
  - Smiliorachis  Fairmaire, 1846